# Jean Paul Guhel
Jean Paul Guhel – francuski łyżwiarz figurowy, startujący w parach tanecznych z żoną Christiane Guhel. Wicemistrz świata (1962), mistrz (1962) i dwukrotny wicemistrz Europy (1960, 1961) oraz 9-krotny mistrz Francji (1954–1962).

## Osiągnięcia

### Z Christiane Guhel
| Zawody              | 1958           | 1959           | 1960           | 1961           | 1962           |                |                |                |                |                |                |                |                |                |                |                |                |
| Międzynarodowe      | Międzynarodowe | Międzynarodowe | Międzynarodowe | Międzynarodowe | Międzynarodowe | Międzynarodowe | Międzynarodowe | Międzynarodowe | Międzynarodowe | Międzynarodowe | Międzynarodowe | Międzynarodowe | Międzynarodowe | Międzynarodowe | Międzynarodowe | Międzynarodowe | Międzynarodowe |
| ------------------- | -------------- | -------------- | -------------- | -------------- | -------------- | -------------- | -------------- | -------------- | -------------- | -------------- | -------------- | -------------- | -------------- | -------------- | -------------- | -------------- | -------------- |
| Mistrzostwa świata  | 6              | 6              | 3              |                | 2              |                |                |                |                |                |                |                |                |                |                |                |                |
| Mistrzostwa Europy  | 4              | 3              | 2              | 2              | 1              |                |                |                |                |                |                |                |                |                |                |                |                |
| Krajowe             |                |                |                |                |                |                |                |                |                |                |                |                |                |                |                |                |                |
| Mistrzostwa Francji | 1              | 1              | 1              | 1              | 1              |                |                |                |                |                |                |                |                |                |                |                |                |

### Z Fanny Besson
| Mistrzostwa Francji | 1 | 1 | 1 | 1 |

### Z Christiane Duvois
| Mistrzostwa Francji | 2 |